# 哥迪奧·巴禾
哥迪奧·安德烈斯·巴禾·文奴斯（西班牙語：Claudio Andrés Bravo Muñoz，1983年4月13日—）出生於韋路高（Viluco），是一名已退役的智利職業足球員，司職守門員，曾效力於西甲球隊貝迪斯，曾效力於英超俱樂部曼城和西甲俱樂部巴塞隆納，同時也是智利國家隊的隊長。

## 球會

### 高路高路
巴禾的父親發現兒子極具天份，因此將巴禾帶到高路高路的青年軍，他於2002年首次出戰職業賽事。他以球會前門將羅拔圖·洛查斯（Roberto Rojas）之名被暱稱「小金鷹」（Condor Chico）。由於伊度亞度·羅布斯（Eduardo Lobos）受傷，領隊占美·比沙路（Jaime Pizarro）給巴禾上陣機會，但維持很短時間他亦受傷了，使球會簽下莊尼·獲加（Jonny Walker）頂替。
巴禾於2003年年中傷癒，但羅布斯仍然受傷，他始成為球會正選門將，且沒有再次失掉他的位置，而他的競爭對手則被出售。2003年春季及秋季聯賽，高路高路皆進入決賽，但同樣敗給哥比路亞（Cobreloa）。2006年，巴禾贏得在高路高路的首項錦標。在該年的春季聯賽，球會面對宿敵智利大學，巴禾在互射十二碼時表現神勇，助球隊擊敗對手。

### 皇家蘇斯達
2006/07球季，皇家蘇斯達以150萬英鎊收購巴禾，並簽下5年合約，他和列斯高（Asier Riesgo）是當季西甲兩名最年輕的門將組合。巴禾在開季屈居後備，最終他仍在正選門將爭奪戰中勝出，上陣29場，但於該支巴斯克球隊慘遭歷來首次降班厄運（除此之外，巴禾在列卡度森莫亞盃位列第五，失球率為1.00球）。2006年10月22日為其處子戰，對手是皇家馬略卡。
在翌季，列斯高重新成為首選門將。2008/09球季，列斯高被外借至維爾瓦後，巴禾再次成為正選，但皇蘇仍在乙組角逐。
2010年2月14日，巴禾在對塔拉戈納體操的賽事中，憑一個直接自由球取得他職業生涯首個入球，助球隊取勝。但在其後，他在球隊0:2敗給科爾多瓦一戰中膝蓋受傷，提早收咧。他仍上陣了25場賽事並助球隊以冠軍姿態，事隔3年重返西甲。

### 巴塞隆拿
2014/15賽季布拉沃成為巴塞隆納在西甲聯賽的正選守門員，前37場聯賽都是由他來把守大門（因巴塞提前一輪奪冠），他完美的表現讓他在西甲前8場比賽不失球（720分鐘），打破了前巴塞門神域陀·華迪斯的7場不失球紀錄，成為巴塞隆納最長不失球的紀錄，後獲頒薩莫拉獎（每賽季最佳門將），每場平均僅失0.5球。該季助巴塞成為三冠王。

### 曼城
2016年8月25日，曼城宣佈巴禾加盟球隊，據報轉會費為2,000萬歐元。

## 國家隊

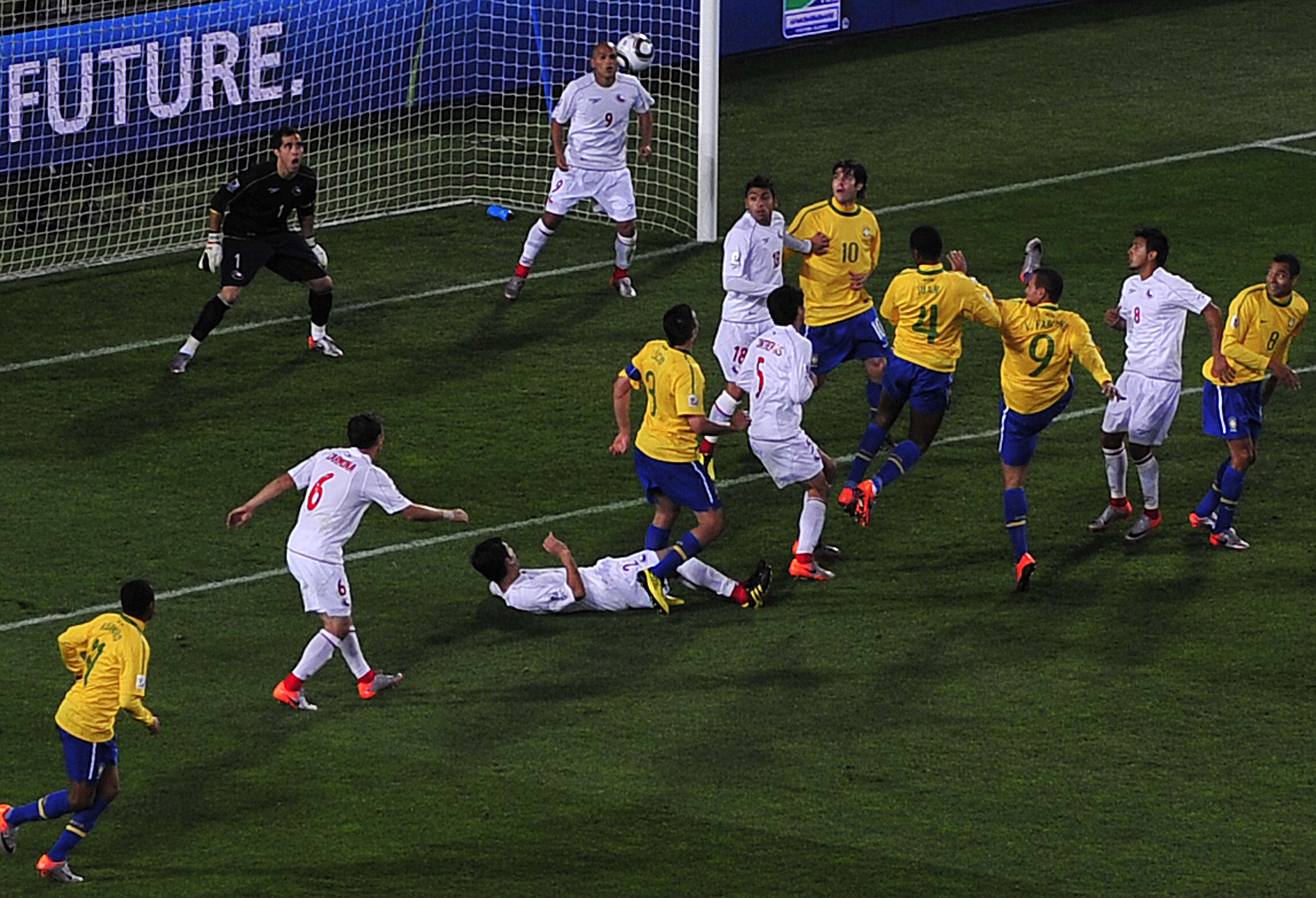
2010年世界盃對巴西把守大門

巴禾曾代表智利U17、U20和U23國家隊。他於2004年7月11日首度上陣出戰對巴拉圭的美洲國家盃賽事，在2006年世界盃外圍賽亦獲得徵召。巴禾在委內瑞拉舉行的2007年南美自由盃再獲召入隊，他在4場賽事全數正選上陣。他在2007年沙拉斯宣布退役後獲委任為球隊隊長。在南非舉行的2010年世界盃賽事，巴禾以隊長身份代表智利正選出戰全部4場賽事，合共失掉5球，包括在16強以0:3不敵巴西一戰。

## 榮譽

### 球會
科洛科洛
- 智利春季足球聯賽冠軍：2006[17]

皇家蘇斯達
- 西班牙足球乙級聯賽冠軍：2009–10

巴塞隆納
- 西班牙足球甲級聯賽冠軍：2014-15、2015-16
- 西班牙國王盃冠軍：2014-15，2015-16
- 西班牙超級盃冠军：2016
- 歐洲聯賽冠軍盃冠軍：2014-15
- 歐洲超級盃冠军：2015
- 世界冠軍球會盃冠军：2015

曼城
- 英超冠軍：2017–18
- 英格蘭足球聯賽盃冠軍：2017–18，2019–20
- 英格蘭社區盾冠軍：2018，2019

皇家貝提斯
- 西班牙國王盃冠軍：2021–22

## 智利國家隊
智利國家隊
- 美洲盃冠軍：2015、2016
- 聯合會盃亞軍：2017

## 外部連結
- 巴塞隆拿網頁個人資料（页面存档备份，存于） （英文）
- BDFutbol資料（页面存档备份，存于）
- 哥迪奧·巴禾在National-Football-Teams.com的資料
- Soccerway資料庫：哥迪奧·巴禾